# 브렌트유

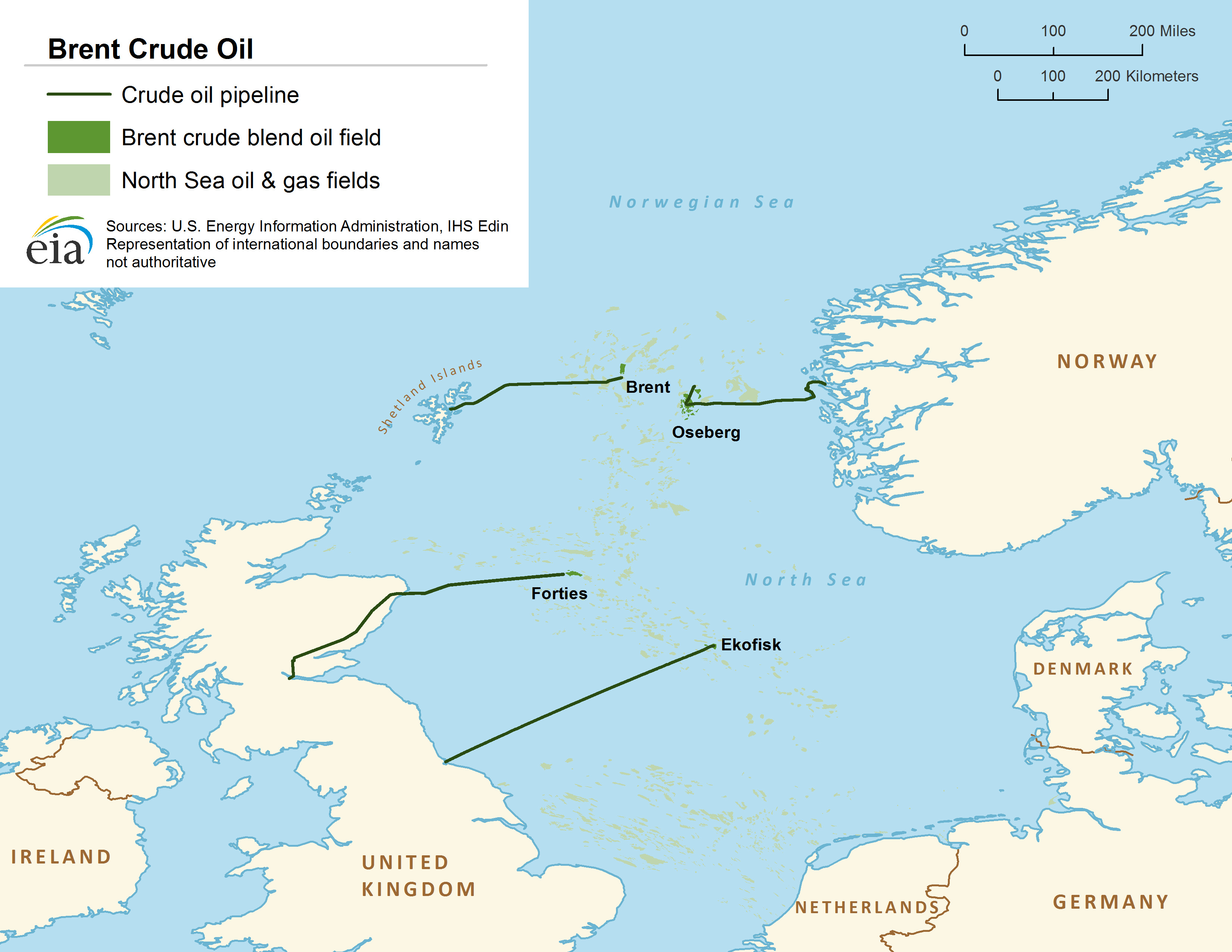
북해의 브렌트 유전 위치

1987년 5월 이후의 브렌트유 유가 추이

브렌트유(영어: Brent Crude)는 북해의 브렌트 유전에서 생산되는 저유황 경질 원유이다. 유가의 지표로 쓰인다.

## 같이 보기
- 서부 텍사스 중질유
- 두바이유